# Sinn Sage
Sinn Sage (Arcata, California; 4 de octubre de 1983) es el nombre artístico de Rachel Henry, una actriz pornográfica y modelo erótica estadounidense conocida por sus intensas escenas lésbicas de tribadismo en las que siempre logra llevar al orgasmo a las actrices con las que interactúa.
En mayo de 2009, sufrió una caída mientras practicaba snowboard en Vancouver, Canadá. Recibió un golpe en la cabeza y los médicos tuvieron que inducirle un coma. Se recuperó plenamente tras varias semanas.
Hasta la actualidad, ha rodado más de 1600 películas.

## Premios y nominaciones
| Año  | Ceremonia    | Resultado | Premio                                   | Trabajo                             |
| ---- | ------------ | --------- | ---------------------------------------- | ----------------------------------- |
| 2010 | Premios AVN  | Nominada  | Mejor escena de sexo en grupo            | Belladonna's Road Trip: Cabin Fever |
| 2012 | Premios AVN  | Nominada  | Mejor escena escandalosa de sexo         | Belladonna's Party of Feet 3        |
| 2012 | Premios AVN  | Nominada  | Mejor escena de sexo lésbico en grupo    | Belladonna's Party of Feet 3        |
| 2012 | Premios AVN  | Nominada  | Mejor escena de sexo lésbico en grupo    | Belladonna: The Sexual Explorer     |
| 2013 | Premios AVN  | Ganadora  | Mejor escena de sexo lésbico             | Dani Daniels Dare                   |
| 2013 | Premios AVN  | Nominada  | Mejor escena de sexo lésbico en grupo    | Girl Train 2                        |
| 2014 | Premios AVN  | Nominada  | Artista lésbica del año                  | —                                   |
| 2015 | Premios AVN  | Ganadora  | Artista lésbica del año                  | —                                   |
| 2016 | Premios XBIZ | Nominada  | Mejor actriz protagonista                | Saving Humanity                     |
| 2016 | Premios XBIZ | Nominada  | Mejor escena de sexo en película lésbica | Saving Humanity                     |
| 2021 | Premios AVN  | Nominada  | Mejor escena de sexo con transexual      | Transfixed 4                        |
| 2021 | Premios AVN  | Nominada  | Mejor escena de sexo transexual en grupo | A Burlesque Story                   |
| 2023 | Premios XBIZ | Nominada  | Mejor escena de sexo en película lésbica | 20th Reunion                        |
| 2024 | Premios AVN  | Nominada  | Artista lésbica del año                  | —                                   |
| 2025 | Premios XMA  | Nominada  | Artista lésbica del año                  | —                                   |